# Beaudricourt
Beaudricourt là một xã ở tỉnh Pas-de-Calais, vùng Hauts-de-France của Pháp.
Xã này có cự ly 28 km về phía tây của Arras trên tuyến đường bộ D23.

## Dân số
| 1962                                                           | 1968 | 1975 | 1982 | 1990 | 1999 |
| -------------------------------------------------------------- | ---- | ---- | ---- | ---- | ---- |
| 107                                                            | 124  | 100  | 97   | 92   | 92   |
| Số liệu điều tra dân số từ năm 1962, dân số không tính hai lần |      |      |      |      |      |